# آگوست کارل فون گوبن
آگوست کارل فردریش کریستین فون  گوبن (۱۰ دسامبر ۱۸۱۶ – ۱۳ نوامبر ۱۸۸۰)، ژنرال پیاده‌نظام پروس بود که برای خدماتش در جنگ فرانسه و پروس ۱۸۷۰–۱۸۷۱ صلیب آهنین به وی اهدا شد.

## فرماندهی نظامی

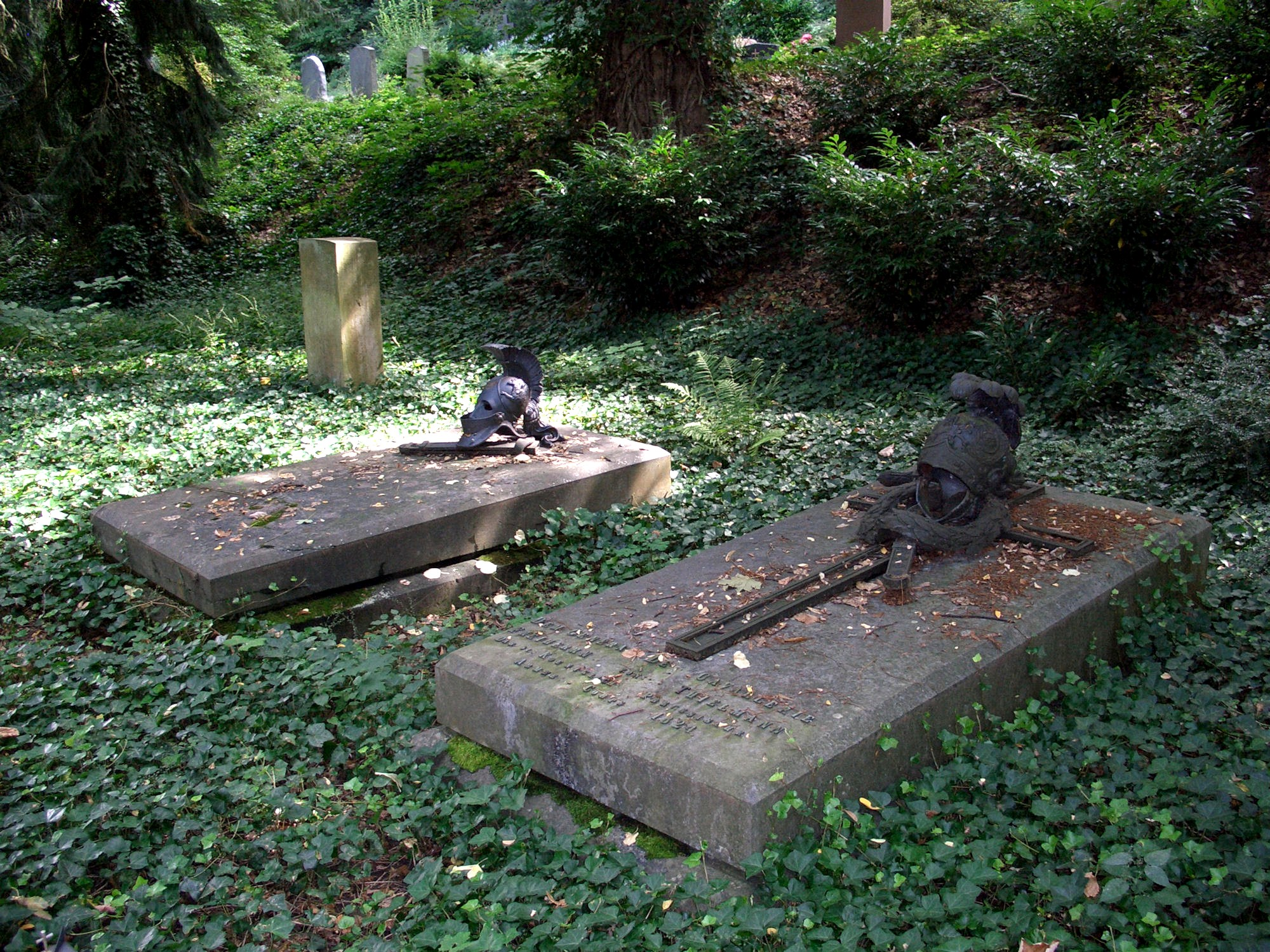
قبر ژنرال‌های پروس در گورستان کوبلنتس، در سمت چپ سنگ یادبود آگوست کارل فون گوبن قرار دارد.

در ابتدای جنگ‌های بزرگ پروس، در جنگ بین دانمارک و پروس در سال ۱۸۶۴، او در رأس تیپ تحت فرمانش در رکبل و ساندربرگ درخشان ظاهر شد. در جنگ بین اتریش و پروس در سال ۱۸۶۶، ژنرال فون گوبن فرماندهی لشکر سیزدهم را که تیپ قدیمی او نیز بخشی از آن بود، برعهده داشت و این بار نیز، ویژگی‌های یک رهبر ذاتی و تاکتیک دان ماهر را از خود به نمایش گذاشت. او تقریباً به تنهایی فرماندهی همراه با موفقیت درخشان در نبردهای درمباخ (در ورتبرگ کرایس)، لاوفاخ (در آشافنبرگ)، کیسینگن، آشافنبرگ، گرشایم، تاوبربیشوفزهایم و وورتسبورگ داشت.
بسیج سال ۱۸۷۰ در آغاز جنگ فرانسه و پروس او را در راس سپاه هشتم (استان راینلند) قرار داد که بخشی از ارتش اول تحت رهبری فون اشتاینمتز را تشکیل می‌داد. این رهبری مصمم و پرانرژی او بود که به‌طور قابل توجهی در پیروزی ۶ اوت در اسپیشرن کمک کرد، و فون گوبن به تنهایی پیروزی‌هایی را در جناح راست پروس در گراولوت در ۱۸ اوت به دست آورد. تحت فرماندهی مانتوفل، سپاه هشتم در دو عملیات مربوط به آمیان و باپاوم شرکت کرد و در ۸ ژانویه ۱۸۷۱، گوبن موفق شد به فرماندهی ارتش اول پروس برسد.
به فاصله یک تا دو هفته بعد، لشکرکشی او به شمال فرانسه نتایج درخشانی در پی داشت و با پیروزی قاطع در نبرد سنت کوئنتین (۱۹ ژانویه ۱۸۷۱) همراه شد. پایان جنگ فرانسه و پروس، گوبن را به یکی از برجسته‌ترین مردان ارتش پیروز (پروس) تبدیل کرد. او سرهنگ بیست و هشتمین پیاده‌نظام پروس بود که نشان صلیب بزرگ آهنین را دریافت نمود. او تا زمان مرگش در سال ۱۸۸۰ فرماندهی سپاه هشتم را در کوبلنز بر عهده داشت.

## نوشته‌ها
ژنرال فون گوبن نوشته‌های زیادی از خود به جای گذاشت. خاطرات او را در آثار او می‌توان یافت:
- Vier Jahre in Spanien (چهار سال در اسپانیا) (هانوفر، ۱۸۴۱)،
- Reise-und Lagerbriefe aus Spanien und vom spanischen Heere در Marokko (هانوفر، ۱۸۶۳) و
- Darmstadt Allgemeine Militärzeitung.[۱]

## میراث
قلعه سابق فرانسوی دو کوئلو در متز به نام او به گوبن تغییر نام داد و بیست و هشتمین پیاده‌نظام پروس نام او را یدک می‌کشید. در سال ۱۸۸۴ مجسمه گوبن توسط فریتز شاپر در کوبلنز ساخته شد. رزم‌ناو SMS Goeben نیروی دریایی سلطنتی آلمان که در سال ۱۹۱۱ ساخته شد، نیز به نام او نامگذاری شد.